# Myotis lucifugus
Il vespertilio bruno (Myotis lucifugus  Le Conte, 1831) è un pipistrello della famiglia dei Vespertilionidi diffuso nell'America settentrionale.

## Descrizione

### Dimensioni
Pipistrello di piccole dimensioni, con la lunghezza totale tra 79 e 83 mm, la lunghezza dell'avambraccio tra 35 e 40 mm, la lunghezza della coda tra 31 e 40 mm, la lunghezza del piede tra 8,5 e 10 mm, la lunghezza delle orecchie tra 14 e 16 mm e un peso fino a 8,5 g.

### Aspetto
La pelliccia è lunga, densa e fine. Le parti dorsali variano dal bruno fuliggine al giallastro con la base dei peli più scura, mentre le parti ventrali sono grigie con dei riflessi giallastri. Sono stati osservati esemplari albini. Il muso è ricoperto densamente di peli eccetto le narici e le labbra. Le orecchie sono moderatamente lunghe, strette e arrotondate. Il trago è lungo circa la metà del padiglione auricolare, lanceolato e con un piccolo lobo rotondo alla base posteriore. Le ali sono attaccate posteriormente alla base delle dita del piede, i quali sono relativamente grandi. La punta della lunga coda si estende leggermente oltre l'ampio uropatagio. Quest'ultimo è ricoperto finemente di peli fino all'altezza delle ginocchia. Il calcar è sottile e privo di carenatura. Il cariotipo è 2n=44 FNa=50.

### Ecolocazione
Emette ultrasuoni a basso ciclo di lavoro con impulsi di breve durata a frequenza iniziale di 80 kHz, finale di 40 kHz e massima energia a circa 45 kHz.

## Biologia

### Comportamento

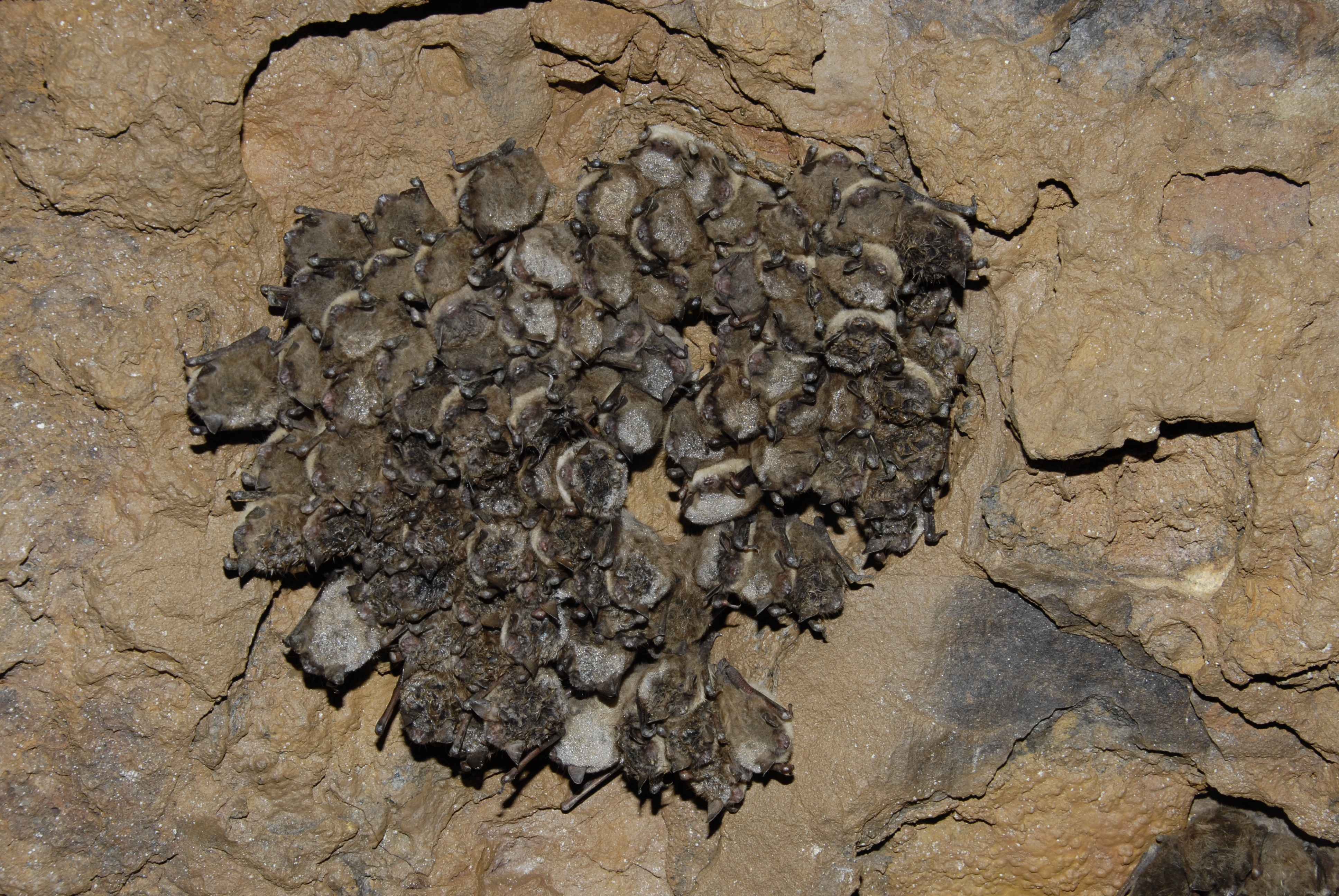
Colonia di vespertili bruni all'interno di una grotta

Si rifugia in estate in edifici, cavità di alberi, sotto le rocce e tronchi accatastati, mentre in inverno entra in ibernazione all'interno di grotte e miniere in colonie fino a 300.000 individui. Durante questi spostamenti stagionali effettua migrazioni di diverse centinaia di chilometri. Forma vivai di centinaia o anche migliaia di femmine con i loro piccoli. I maschi sono solitari. L'attività predatoria inizia subito prima il tramonto.

### Alimentazione
Si nutre di insetti come moscerini, coleotteri, vespe e falene catturati in volo sopra specchi d'acqua o anche tra gli alberi.

### Riproduzione
Gli accoppiamenti avvengono in autunno. Le femmine, terminata l'ibernazione, attivano la fertilizzazione e l'ovulazione e danno alla luce un piccolo alla volta nei mesi di maggio, giugno o nei primi di luglio dopo una gestazione di 50-60 giorni. L'aspettativa di vita è mediamente di 6-7 anni, sebbene sia stato registrato il caso di un vecchio maschio nell'Ontario sud-orientale di 31 anni.

## Distribuzione e habitat
Questa specie è diffusa nell'America settentrionale dall'Alaska occidentale, attraverso il Canada centrale e meridionale fino a tutti gli Stati Uniti d'America eccetto l'Arizona e il Nuovo Messico centrali e meridionali, il Nebraska centrale, il Kansas e l'Oklahoma occidentali, il Texas, la Louisiana e la Florida peninsulare. Esemplari sono stati catturati in Islanda e nella penisola della Kamčatka, probabilmente trasportati da navi.
Vive in zone forestali e talvolta in ambienti aridi lontano da fonti d'acqua, reperita principalmente all'interno di grotte umide o dalla condensazione sulla pelliccia.

## Tassonomia
Sono state riconosciute 5 sottospecie:
- M.l.lucifugus: Alaska centrale e meridionale, stati canadesi dello Yukon meridionale, Columbia Britannica nord-orientale, Alberta, Saskatchewan, Manitoba, Ontario, Québec, Terranova e Labrador, Nuovo Brunswick  e Nuova Scozia, stati americani del Dakota del Nord, Dakota del Sud, Nebraska, Kansas e Oklahoma orientali, Minnesota, Iowa, Missouri, Arkansas, Wisconsin, Michigan, Illinois, Indiana, Kentucky, Tennessee, Mississippi, Alabama, Florida settentrionale, Georgia, Carolina del Sud, Carolina del Nord, Virginia, Virginia Occidentale, Pennsylvania, Maryland, Delaware, New Jersey, Pennsylvania, New York, Connecticut, Rhode Island, Massachusetts, Vermont, New Hampshire e Maine;
- M.l.alascensis (Miller, 1897): estrema parte meridionale dell'Alaska, Columbia Britannica, Washington, Oregon e California occidentali; Idaho settentrionale, Montana nord-occidentale;
- M.l.carissima (Thomas, 1904): Washington, Oregon e California orientali, Idaho centrale e meridionale, Montana, Nevada, Utah, Colorado, Wyoming, Dakota del Nord e Dakota del Sud occidentali; Nuovo Messico e Arizona settentrionali;
- M.l.pernox (Hollister, 1911): Alberta centro-occidentale;
- M.l.relictus (Harris, 1974): Contea di Inyo, California centro-orientale.

## Conservazione
La IUCN Red List, considerato il vasto areale e la presenza in diverse aree protette, classifica M.lucifugus come specie a rischio minimo (Least Concern)).